# Chiromyscus chiropus
Chiromyscus chiropus је врста глодара из породице мишева (Muridae).

## Распрострањење
Врста има станиште у Кини, Лаосу, Бурми, Вијетнаму и Тајланду.

## Станиште
Станиште врсте су шуме.

## Угроженост
Ова врста је наведена као последња брига, јер има широко распрострањење и честа је врста.